# اچ‌ام‌ای‌اس گسکوین (کی۳۵۴)
اچ‌ام‌ای‌اس گسکوین (کی۳۵۴) (به انگلیسی: HMAS Gascoyne (K354)) یک کشتی بود که طول آن ۳۰۱ فوت ۶ اینچ (۹۱٫۹۰ متر) بود. این کشتی در سال ۱۹۴۳ ساخته شد.